# Les Condon
Leslie Richard „Les“ Condon (* 23. Februar 1930 in London; † 30. Oktober 2007) war ein britischer Jazzmusiker (Trompete, Arrangements, Komposition).

## Leben und Wirken
Condon lernte als Jugendlicher autodidaktisch Trompete und begann, in örtlichen Tanzorchestern aufzutreten. Nach Ableistung des Militärdienstes, wo er bei den Eager Beavers (mit Monty Sunshine) spielte, wurde er 1952 professioneller Musiker. Bald gehörte er zu Geraldos Gentlemen. Als Schiffsmusiker der Cunard Line fuhr er auf dem Nordatlantik; in den Jazzclubs der 52nd Street  lernte er den Bebop kennen und schätzen; aufbauend auf den in New York City erlebten Vorbildern Dizzy Gillespie, Fats Navarro und Miles Davis entwickelte eine eigene Stilistik. 1954 gehörte er wie Jimmy Deuchar und Ken Wray zur Band von Tony Crombie, die zu Pionieren des Modern Jazz in Großbritannien gehörte und 1955 für Decca aufnahm. Auch holten ihn Vic Lewis und Tubby Hayes für Einspielungen. Dann gehörte er zur Band von Tony Kinsey, begleitete aber auch Woody Herman auf seiner britischen Tournee 1959.
1961 wechselte er kurzzeitig zu Joe Harriot und war an dessen avantgardistischen Aufnahmen beteiligt; dann nahm er auch mit Stan Tracey und weiterhin mit Hayes auf. Gelegentlich leitete er eigene Bands. Später arbeitete er als Theatermusiker, beispielsweise im Musical Jesus Christ Superstar. Daneben war er als Studiomusiker für Georgie Fame ebenso wie für die Beatles („Revolver“) und ab 1971 für Alexis Korner und dessen C.C.S. tätig. Er war weiterhin mit John Dankworth, Kenny Graham, Ronnie Ross und der
Art Ellefson Band zu hören, begleitete aber auch Ray Charles und durchreisende Jazzmusiker wie Philly Joe Jones, Benny Golson, und Paul Gonsalves.
Zahnprobleme zwangen Condon 1990, das Trompetenspiel aufzugeben; er verlegte sich stattdessen auf das Pianospiel und das Komponieren.

## Diskographische Hinweise
- Tubby Hayes with the Les Condon Quartet Peter Burman Presents Jazz Tete a Tete (1966)
- Danny Moss + Strings Like Someone in Love (1966)
- Kenny Wheeler Windmill Tilter (1969)

## Lexikalische Einträge
- Carlo Bohländer, Karl Heinz Holler: Reclams Jazzführer (= Reclams Universalbibliothek. Nr. 10185/10196). Reclam, Stuttgart 1970, ISBN 3-15-010185-9.